# 姐相镇
姐相镇，是云南省德宏傣族景颇族自治州瑞丽市下辖的一个镇，位于瑞丽市西南部。

## 历史
1955年2月，成立瑞丽县第三区（雷武区，后更名贺腮区、姐相区），下辖贺腮、俄罗、芒艾、雷允、等秀、喊等、户育、等嘎8乡。1955年10月，芒艾、雷允合并为弄岛乡，同年建立顺哈乡。1956年6月，瑞丽行政区划调整完成，坝区设姐相区与姐勒区，姐相区下辖顺哈、贺腮、等秀、弄岛、姐相等5乡。1957年2月，撤销坝区两区，1958年10月在坝区设立姐东公社，1960年又撤销姐东公社、恢复两区。1969年实行人民公社化运动，改为姐相公社，“文化大革命”时曾更名向阳公社，1976年恢复原名，仍保留人民公社称谓。1970年，卫东（弄岛）、向东（等秀）、雷允大队划出，组建卫东公社。1984年恢复区乡建置，改回姐相区，同时将贺腮乡拆为贺腮、暖波2乡。1986年撤区建乡，改为姐相乡，原乡改为村公所:81-83。2021年8月11日，云南省人民政府批复撤销姐相乡，设立姐相镇。

## 地理
姐相镇总面积64平方千米，距离瑞丽市区18千米，东南与缅甸接壤，有国境线22.73千米，竖界碑19座；2016年有人口17,839人，其中傣族16,106人（占91.3%），汉族1,642人（占9.2%）:92。姐相镇位于瑞丽坝，地势平坦，沟渠纵横，土地肥沃，平均海拔752.2米:106-107。

## 行政区划
姐相镇下辖以下地区：
贺腮村、顺哈村、暖波村和俄罗村。

## 经济
姐相镇农业较为发达，广双寨于20世纪50年代凭借手工操作实现人均产粮一吨，成为中国农业生产先进典型，1959年被评为“全国社会主义建设先进单位”，1979年被评为“全国农业先进集体”:107。全乡2016年有耕地面积41,138亩，农业总产值26,669万元:90，主要作物有蔬菜、烟草、橡胶、柚子、石斛等:94。2011年财政收入409.62万元:2581。瑞丽环山工业园（一期）位于乡内。

## 基础设施
姐相镇有1所小学和1所初中（瑞丽市第二民族中学），乡内建有文化广播电视服务中心1个、卫生院1所:94-95。截止2011年，乡内有县乡级公路4条，总长89千米，乡村公路通达率98%:2583，双雷公路过境。

## 旅游
芒约奘寺（雷奘相）、等喊弄奘寺、一寨两国等景点位于姐相镇境内，姐相镇于2021年被云南省文化和旅游厅认定为云南省旅游名镇。